# ソフトセンサ
ソフトセンサまたはソフトセンサー、バーチャとは、実際には測定できない値を、計算により推測することで、直接その値を測定しているかのように振る舞うセンサである。ソフトセンサは制御理論に基づいており、状態オブザーバと呼ばれることもある。測定したい値を推測するため、数十から数百の値を取ることもある。ソフトセンサはセンサフュージョンにおいて特に有用である。制御だけでなく、構造診断などにも用いられている。
よく知られているアルゴリズムとして、カルマンフィルタが存在する。近年では、ニューラルネットワークやファジィ論理も用いられる。
ソフトセンサの例:
- カルマンフィルタによる位置推定
- 電動機の回転数推定
- 自己組織化ニューラルネットワークを用いた プロセスデータの推定
- プロセス制御におけるファジィコンピューティング
- 食品の品質の推定器[1]

## 参照
- 仮想センシング
- 状態観測器